# Passiflora madidiana
Passiflora madidiana je biljka iz porodice Passifloraceae.